# مايك غوتفريد
مايك غوتفريد (بالإنجليزية: Mike Gottfried)‏ هو لاعب كرة قدم أمريكية أمريكي، ولد في 17 ديسمبر 1944.